# قانون صورة الجسم
قانون صورة الجسم هو مجال تطوير القانون الذي، وفقًا للدكتورة مارلين برومبرغ من كلية الحقوق بجامعة أستراليا الغربية وسيندي هاليويل، طالبة الحقوق في جامعة ديكين، «يتضمن مشاريع القوانين والقوانين والإجراءات الحكومية (مثل إنشاء استفسارات برلمانية ووضع السياسات) التي قد تساعد على تحسين الصورة الجسدية لعامة الناس، وخاصة الشباب». ومن أسباب تطبيق القانون في هذا المجال هو منع صور النساء النحيفات غير الصحيات مما يسبب صورة سيئة للجسم والتي يمكن أن تؤدي، إلى جانب عوامل أخرى، إلى اضطراب في الأكل

## القوانين
أقرت الحكومة الإسرائيلية قانون صورة الجسد في عام 2012 الذي بدأ العمل به في العام التالي. يشترط القانون أن يكون للنماذج مؤشر حد أدنى لكتلة الجسم للعمل، وإذا تم تعديل الصورة لإظهار النموذج أرق، فيجب أن يكون هناك تحذير. يجب أن يشير التحذير إلى أن الصورة قد تم تعديلها ويجب أن تشغل ما لا يقل عن سبعة بالمائة من الصورة. يمكن أن تؤدي الانتهاكات إلى دعوى مدنية.
أصدرت الحكومة الفرنسية قانونًا مشابهًا في عام 2015 دخل حيز التنفيذ في عام 2017. يتطلب هذا القانون أن تزود النماذج أصحاب العمل «بشهادة طبية صالحة لمدة تصل إلى عامين، تؤكد سلامتهم البدنية العامة وحقيقة أنهم لا يعانون من نقص الوزن بشكل مفرط». سيتم أيضًا مراعاة مؤشر كتلة الجسم للنماذج الأكبر من 16 عامًا، عند تحديد صحتها العامة.
خلافا للقانون الإسرائيلي، خرقه يجذب عقوبات جنائية. بالإضافة إلى ذلك، يجب تسمية أي صورة تم تعديلها رقميًا على هذا النحو؛ سيؤدي عدم تسمية هذه الصور إلى «غرامة قدرها 37500 يورو، أو أكثر من 41000 دولار»، وتوظيف نموذج بدون الشهادة والمتطلبات الطبية التي تم التحقق منها «يحمل غرامة 75000 يورو وستة أشهر في السجن».  يفرض القانون أن الصور المعدلة رقميًا يجب أن يتم تصنيفها «تنطبق فقط على الإعلانات، وليس على الصور التحريرية في المجلات أو الصحف».
حظرت هيئة لندن الكبرى الإعلانات التي تروج لصورة الجسم غير الصحية على وسائل النقل العام في لندن في عام 2016. وبالمثل، حظرت تروندهايم في النرويج الإعلانات التي تروج لصورة الجسم غير الصحية في الأماكن العامة في عام 2017.
موقف الحكومة الأسترالية في هذا المجال هو أن الأمر متروك للصناعة لحل مشكلة صورة الجسم السيئة. وبالمثل، أنشأت حكومة العمل السابقة مدونة سلوك تطوعية غير ملزمة للصورة على صورة الجسم.